# Ornella Bertorotta
Ornella Bertorotta (Catania, 25 agosto 1967) è una politica italiana.

## Biografia

### Elezione a senatore
Nel 2013 viene eletta senatrice della XVII legislatura della Repubblica Italiana nella circoscrizione Sicilia per il Movimento 5 Stelle.